# Agostinho Soares
Agostinho Soares Nconco (Bissau, 27 de janeiro de 1990) é um futebolista profissional guineense que atua como lateral-esquerdo. Atualmente joga no Sporting da Covilhã.

## Carreira
Agostinho Soares iniciou sua carreira no AS Bamako, tendo atuado até 2011 no clube malinês. Teve ainda 2 passagens no futebol brasileiro, jogando no Pelotas em 2012 e no Pesqueira em 2013 (6 jogos e 2 gols).
Entre 2014 e 2020, atuou no Sporting da Covilhã, da Segunda Divisão portuguesa.
Em 2020 mudou-se para o Sport Clube Vila Real.

## Seleção Guineense
Agostinho representou o elenco da Seleção Guineense no Campeonato Africano das Nações de 2017. Pelos Djurtus, foram 4 partidas disputadas.

## Links
- Agostinho Soares em National-Football-Teams.com